# Vigneux-Hocquet
Vigneux-Hocquet és un municipi francès situat al departament de l'Aisne i a la regió dels Alts de França. L'any 2007 tenia 278 habitants.

## Demografia

### Població
El 2007 la població de fet de Vigneux-Hocquet era de 278 persones. Hi havia 109 famílies de les quals 31 eren unipersonals (4 homes vivint sols i 27 dones vivint soles), 43 parelles sense fills, 31 parelles amb fills i 4 famílies monoparentals amb fills.
La població ha evolucionat segons el següent gràfic:
Habitants censats

### Habitatges
El 2007 hi havia 136 habitatges, 114 eren l'habitatge principal de la família, 11 eren segones residències i 12 estaven desocupats. Tots els 136 habitatges eren cases. Dels 114 habitatges principals, 92 estaven ocupats pels seus propietaris i 22 estaven llogats i ocupats pels llogaters; 1 tenia dues cambres, 14 en tenien tres, 27 en tenien quatre i 72 en tenien cinc o més. 91 habitatges disposaven pel capbaix d'una plaça de pàrquing. A 47 habitatges hi havia un automòbil i a 52 n'hi havia dos o més.

### Piràmide de població
La piràmide de població per edats i sexe el 2009 era:
| Homes | Edats   | Dones |
| ----- | ------- | ----- |
| 0     | 95 o +  | 0     |
| 0     | 90 a 94 | 0     |
| 0     | 85 a 89 | 0     |
| 0     | 80 a 84 | 8     |
| 0     | 75 a 79 | 8     |
| 0     | 70 a 74 | 4     |
| 12    | 65 a 69 | 8     |
| 16    | 60 a 64 | 16    |
| 4     | 55 a 59 | 12    |
| 4     | 50 a 54 | 4     |
| 4     | 45 a 49 | 0     |
| 12    | 40 a 44 | 8     |
| 20    | 35 a 39 | 16    |
| 16    | 30 a 34 | 8     |
| 4     | 25 a 29 | 0     |
| 4     | 20 a 24 | 0     |
| 8     | 15 a 19 | 16    |
| 0     | 10 a 14 | 20    |
| 8     | 5 a 9   | 12    |
| 8     | 0 a 4   | 8     |

## Economia
El 2007 la població en edat de treballar era de 154 persones, 105 eren actives i 49 eren inactives. De les 105 persones actives 93 estaven ocupades (53 homes i 40 dones) i 12 estaven aturades (4 homes i 8 dones). De les 49 persones inactives 16 estaven jubilades, 13 estaven estudiant i 20 estaven classificades com a «altres inactius».

### Ingressos
El 2009 a Vigneux-Hocquet hi havia 115 unitats fiscals que integraven 288,5 persones, la mediana anual d'ingressos fiscals per persona era de 15.995 €.

### Activitats econòmiques
Dels 5 establiments que hi havia el 2007, 1 era d'una empresa alimentària, 1 d'una empresa de fabricació de material elèctric, 2 d'empreses de construcció i 1 d'una empresa classificada com a «altres activitats de serveis».
Els 2 serveis als particulars que hi havia el 2009 eren lampisteries.
L'únic establiment comercial que hi havia el 2009 era una fleca.
L'any 2000 a Vigneux-Hocquet hi havia 15 explotacions agrícoles que ocupaven un total de 1.254 hectàrees.

## Poblacions més properes
El següent diagrama mostra les poblacions més properes.